# Iphiaulax elizeus
Iphiaulax elizeus är en stekelart som beskrevs av Cameron 1905. Iphiaulax elizeus ingår i släktet Iphiaulax och familjen bracksteklar. Inga underarter finns listade i Catalogue of Life.